# Bolinopsis microptera
Bolinopsis microptera is een ribkwal uit de familie Bolinopsidae. 
De wetenschappelijke naam van de soort werd in 1865 voor het eerst geldig gepubliceerd door Alexander Agassiz.